# Murphy Brown Lied to Us
"Murphy Brown Lied to Us" é o 18.° episódio da sexta temporada da série de televisão norte-americana de comédia de situação 30 Rock, e o 120.° da série em geral. Foi realizado pelo produtor executivo John Riggi e teve o seu enredo co-escrito pelo também produtor executivo Robert Carlock e Vali Chandrasekaran. A sua transmissão nos Estados Unidos ocorreu na noite de 19 de Abril de 2012 através da rede de televisão National Broadcasting Company (NBC). Dentre os artistas convidados, estão inclusos Will Forte, James Marsden, Dante E. Clark, Bobby Moynihan, e Bebe Wood. Matt Lauer e Stacy Keach também participaram desempenhando versões fictícias de si próprios, enquanto Vinny Anand interpretou uma versão fictícia do ilusionista David Blaine.
No episódio, o executivo Jack Donaghy (interpretado por Alec Baldwin) orquestra um encontro às cegas para a sua amiga Liz Lemon (Tina Fey) a fim de mostrá-la o que está a perder no seu relacionamento com Chris Chross (Marsden). Ao mesmo tempo, o plano de Jack de produzir sofás autenticamente norte-americanas para a KableTown vai por água abaixo quando o produto final deixa-o insatisfeito. Em outros lugares, com a ajuda de Tracy Jordan (Tracy Morgan), a celebridade Jenna Maroney (Jane Krakowski) orquestra uma humilhação pública pessoal com o objectivo de chamar a atenção do seu ex-namorado Paul L'astnamé.
Em geral, "Murphy Brown Lied to Us" foi recebido com opiniões positivas pela crítica especialista em televisão, registando um retorno em análises críticas favoráveis para uma temporada que vinha recebendo opiniões maioritariamente negativas desde o seu início. Embora a representação de Krakowski tenha sido aclamada pelos analistas de televisão, a trama de Jack foi recebida com opiniões mistas. De acordo com o sistema de mediação de audiências Nielsen Ratings, o episódio foi assistido em uma média de 3,06 milhões de domicílios norte-americanos durante a sua transmissão original, e recebeu a classificação de 1,5 e cinco de share no perfil demográfico dos telespectadores entre os dezoito aos 49 anos de idade. Os argumentistas Carlock e Chandrasekaran receberam nomeações aos Prémios Imagem da Associação Nacional para o Progresso de Pessoas de Cor (NAACP) e ainda aos Prémios da Associação Pan-Americana de Jornalistas de Cinema e Televisão (PAAFTJ) pelo seu trabalho no guião de "Murphy Brown Lied to Us."

### Transmissão e audiência

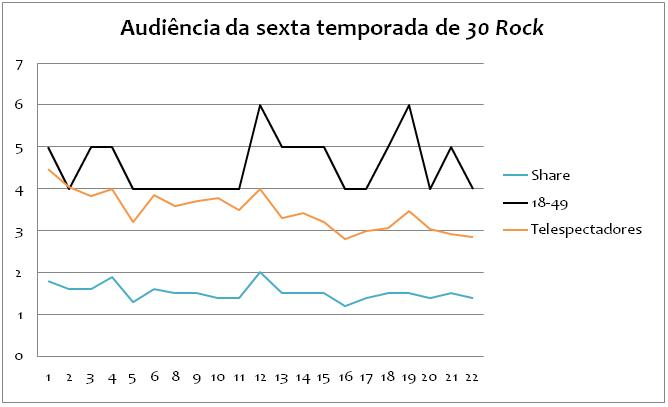
Gráfico ilustrativo da audiência da sexta temporada de 30 Rock. "Murphy Brown Lied to Us" está representado pelo número dezoito na coluna das abcissas.

### Análises da crítica

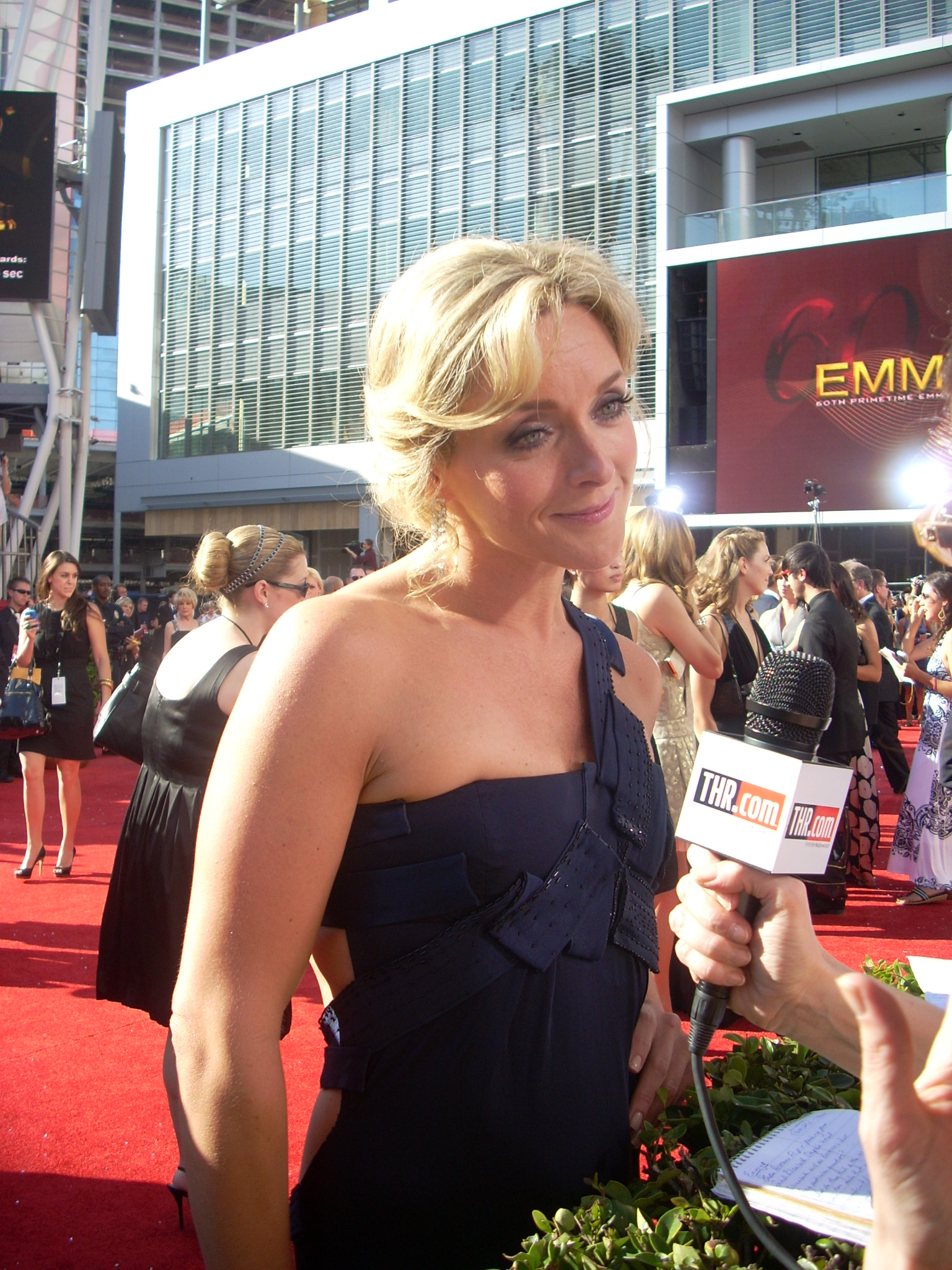
O desempenho de Jane Krakowski foi recebido com aclamação pela crítica.

## Produção e desenvolvimento
"Murphy Brown Lied to Us" é o 18.° episódio da sexta temporada. O seu guião foi co-escrito por Robert Carlock e Vali Chandrasekaran, enquanto a realização ficava sob a responsabilidade de John Riggi. Para Carlock, que assume as posições de produtor e também produtor executivo no seriado, foi o seu 22.° crédito no argumento de um episódio, enquanto para Chandrasekaran, que também recebeu o título de produtora supervisora da temporada, foi o sexto crédito. Já para Riggi, também produtor executivo, foi o 13.° episódio cuja realização ficou sob a sua responsabilidade.
"Murphy Brown Lied to Us" foi filmado entre 13 a 16 de Março de 2012 nos Estúdios Silvercup na Cidade de Nova Iorque. Em entrevista para a Entertainment Weekly em Junho de 2012, Carlock comentou acerca do enquandramento geral do episódio na sexta temporada, declarando: "Nós começamos uns anos atrás essa ideia de que Liz, na sua conquista total pela felicidade, queria ter uma família. Antes, nós não sabíamos se estaríamos no ar por mais uma semana. Era divertido saber que, 'Okay, se estivermos a nos dirigir a algum tipo de alinhamento final para as personagens ou para a série, nós podemos voltar para esses aspectos.' Com James Marsden em cena... pudemos ressuscitar essas ideias para ela. [Este episódio] foi muito mais sobre reiniciar seriamente [a dinâmica Jack-e-Liz]. Uma grande parte do seriado é sobre Jack e Liz educarem-se um ao outro, e muita dessa educação da parte de Liz é aquela procura da felicidade e o retorno à normalidade. É sempre algo com o que brincar."
Os actores Scott Adsit e Keith Powell, que apesar de terem tido seus nomes listados durante a sequência de créditos finais, não interpretaram as suas respectivas personagens Pete Hornberger e James "Toofer" Spurlock neste episódio. A participação de James Marsden foi primeiramente anunciada pela imprensa em Outubro de 2011, tendo ele feito a sua estreia como Criss Chross em "Idiots Are People Two!." "Murphy Brown Lied to Us" marcou a sua sexta participação que, originalmente, seria a sua última na temporada. O actor expressou ao jornal Los Angeles Times que "gostaria de interpretar uma personagem divertida." Will Forte e Bobby Moynihan foram outras participações especiais em "Murphy Brown Lied to Us." Ambos já integraram o elenco do Saturday Night Live (SNL), um programa de televisão humorístico norte-americano transmitido pela NBC no qual Tina Fey — criadora, produtora executiva e actriz principal de 30 Rock — foi argumentista-chefe entre 1999 e 2006. Vários outros membros do elenco do SNL já fizeram uma participação em 30 Rock. Eles são: Fred Armisen, Kristen Wiig, Will Ferrell, Jimmy Fallon, Amy Poehler, Julia Louis-Dreyfus, Bill Hader, Jason Sudeikis, Tim Meadows, Molly Shannon, Siobhan Fallon Hogan, Gilbert Gottfried, Andy Samberg, Rachel Dratch, Chris Parnell, Jan Hooks, Horatio Sanz, e Rob Riggle. Ambos Fey e Tracy Morgan fizeram parte do elenco principal do SNL, com Fey sendo ainda a apresentadora do segmento Weekend Update. Outros membros da equipa de 30 Rock que trabalharam em SNL são John Lutz, argumentista entre 2003 a 2010, e Steve Higgins, argumentista e produtor do SNL desde 1995. O actor Alec Baldwin apresentou o SNL por dezassete vezes, o maior número de episódios por qualquer personalidade.
"Murphy Brown Lied to Us" foi mais um dos episódios de 30 Rock que fez referência ao suposto caso amoroso entre Mickey Rourke e a personagem Jenna Maroney. Jenna fez a primeira menção a esta relação no final da terceira temporada, revelando ter tentado namorar com ele. Desde então, ela foi fazendo afirmações sobre como Rourke tentou assassiná-la com uma espada de dois gumes, e que ele "reinventou-me, destruiu-me e reconstruiu-me do nada sexualmente." Quando questionada pelo portal The Hollywood Reporter sobre este suposto relacionamento, a intérprete Jane Krakowski respondeu gargalhando: "Sim, parece intrigante né!? Eu pensei muito nisso, e estou um pouco perturbada. Eu não sei como [originou], simplesmente escolhemos pessoas." Neste episódio, Rourke manda um buquê de flores para Jenna enquanto ela está internada. No entanto, estas flores estão infestadas por tarântulas que atacam Tracy.
O actor e comediante Judah Friedlander, intérprete da personagem Frank Rossitano em 30 Rock, é conhecido pelos seus bonés de camioneiro de marca registada que usa dentro e fora da personagem Frank. Os chapéus normalmente apresentam palavras ou frases curtas estampadas neles. Friedlander afirmou que ele próprio é quem faz os acessórios. Revelou também que "alguns deles são brincadeiras íntimas, e alguns são simplesmente piadas." A ideia veio do persona de Friedlander nas suas apresentações de comédia stand-up, nas quais os objectos de adorno estão todos estampados com a escrita "campeão mundial" em línguas e aparências diferentes. Em "Murphy Brown Lied to Us," Frank usa um boné que lê "Bad Rash."

## Enredo
Enquanto faziam as limpezas de primavera, Chriss Chros (James Marsden) descobre uma caixa de Liz Lemon (Tina Fey) com o rótulo "Caixa de Adopção." Após uma conversa, ela imediatamente descarta a possibilidade de ter um filho pois não quer passar por isso sozinha. Porém, Chriss oferece-lhe o seu apoio. Após as limpezas, Liz vai ao escritório de Jack Donaghy (Alec Baldwin) para oferecer o seu fato de Princesa Leia à filha dele, como uma prova de ter abandonado por completo a ideia da maternidade. Em resposta, Jack critica o seu relacionamento com Chriss e marca um encontro às cegas para Liz com Kevin (Curt Bouril). Inicialmente, Liz rejeita a ideia, mas Chriss convence-a a ir para que finalmente recebam a aprovação de Jack. No encontro, Liz repara que Kevin está muito ocupado com o seu telemóvel e acaba por fazer amizade com Catherine (Bebe Wood), a filha dele com quem Liz tem vários interesses comuns. Chriss chega de rompante no restaurante e interrompe o encontro, deixando Liz muito feliz. De volta ao apartamento de Liz, ele diz que gostaria de ter um bebé com ela.
Entretanto, tentando impressionar o seu chefe, Jack inaugura a KouchTown, uma divisão da KableTown dedicada à manufacturação de sofás. O protótipo promocional para o produto foi um êxito mas, após pedir a Liz fazer um teste, ele apercebe-se que os sofás são extremamente desconfortáveis, muito devido à insistência de Jack por "engenheiros norte-americanos inexperientes." Desesperado por ter encomendado dez mil sofás, Jack recompõe-se e tenta criar um mercado para vender sofás desconfortáveis, fazendo uma apresentação para executivos da área de mobiliário, que abandonam a meio da apresentação não impressionados com o produto. Então, Jack decide vender os sofás para a Central Intelligence Agency (CIA), que usa-os em interrogações a criminosos internacionais.
Em outros lugares, Jenna Maroney (Jane Krakowski) chega no estúdio do TGS bêbada e com comportamento errático. Ela depois revela a Liz que essa atitude faz parte do seu "desequilíbrio de celebridade," com o fim de recuperar o seu ex-namorado Paul L'astname (Will Forte). Em uma entrevista ao vivo com Matt Lauer no The Today Show, uma retrospectiva das acções "desequilibradas" de Jenna é exibida; ela pode ser vista a roubar o microfone em um concurso de soletração, a cair bêbada no chão ao sair de uma discoteca sem roupa íntima, sequências gravadas por uma câmara de segurança mostram-na a furtar um item de uma loja, e a sua fotografia policial. A meio dessa entrevista, ela parte uma janela do programa e salta por ela para a rua. Consequentemente, é internada em um hospital devido à exaustão. Amigos e antigos amantes aparecem para a visitar: David Blaine, Frank Rossitano (Judah Friedlander), e o seu professor de ginástica do secundário. Ela mais tarde reclama com Tracy Jordan (Tracy Morgan) que tudo o que fez foi por Paul, todavia, ele não apareceu. Subitamente, Paul, vestido de enfermeira no quarto, revela-se e volta para Jenna.

## Referências culturais

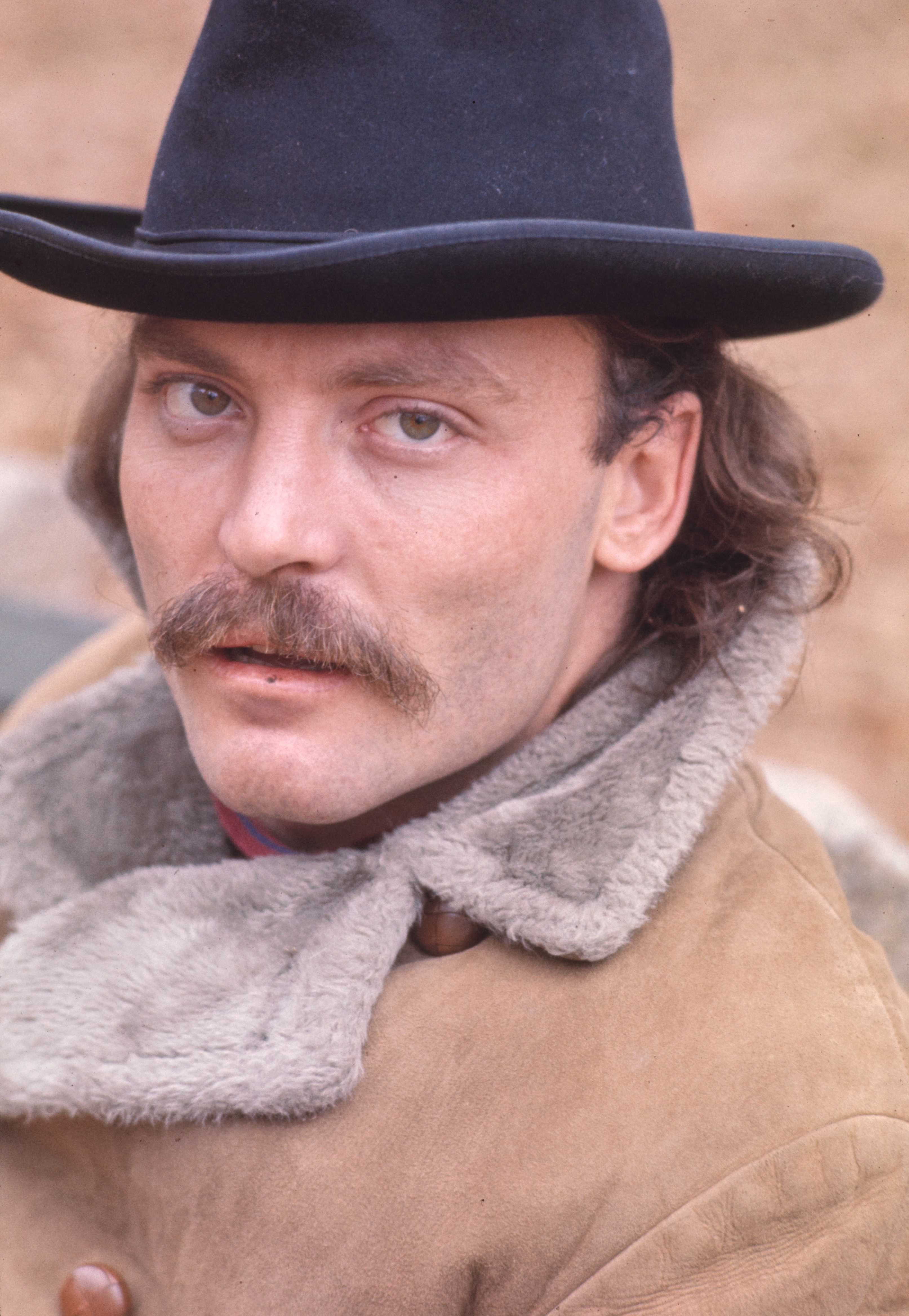
Em "Murphy Brown Lied to Us," Stacy Keach protagonizou uma série de paródias ao comercial Half Time in America.